# Dionysios II van Syracuse
Dionysios II, Oudgrieks: Διονύσιος (Syracuse ca. 397 – Korinthe na 343 v.Chr.), vaak de Jongere genoemd, was de oudste zoon van Dionysios I, op wie hij geleek in wreedheid, maar niet in bekwaamheid.
Hij volgde in 367 v.Chr. zijn vader op als tiran, doch was onervaren, losbandig en zwak van karakter, en aldus ongeschikt tot regeren, hoewel hij intellectueel redelijk ontwikkeld was. Hij toonde meer belangstelling voor filosofie en literatuur dan voor staatszaken, en steunde geheel op zijn bekwame adviseurs en op het huurleger dat hij van zijn vader had geërfd. Zijn belangrijkste raadgever was zijn oom Dio, die reeds Dionysios I als adviseur had gediend - hij was het die de filosoof Plato naar Sicilië had gehaald.
Pogingen van Dio om een heilzame invloed op zijn neef uit te oefenen en van hem een soort filosoof-koning te maken, hadden geen succes. Na een meningsverschil viel Dio in ongenade en moest hij Syracuse verlaten. Een tiental jaren later keerde Dio echter terug met een hulpleger en wierp de tirannie omver. Dionysios II verschanste zich eerst op Ortygia en bood nog twee jaar weerstand, daarna zocht hij een toevlucht in Zuid-Italië, om na de moord op Dio vandaar weer naar Syracuse terug te keren. Even gelukte het hem de troon van zijn vaderstad opnieuw te bezetten, maar in 344 v.Chr. moest hij zich overgeven aan Timoleon, die door de Syracusanen vanuit hun moederstad Korinthe te hulp was geroepen. Deze stuurde hem naar Korinthe, waar hij zijn laatste levensjaren als ambteloos burger, volgens bepaalde bronnen als schoolmeester doorbracht.